# Karl Fischer (chimico)
Karl Fischer (Monaco di Baviera, 24 marzo 1901 – 16 aprile 1958) è stato un chimico tedesco, inventore del metodo omonimo.

## Biografia
Karl Albert Otto Franz Fischer studiò dal 1918 al 1924 alla Universität Leipzig di chimica. Nel 1925 con la tesi Untersuchungen über den Einfluß verschiedener Magnesiumoxydpräparate hinsichtlich ihrer Wirkung auf Vulkanisation und Eigenschaften des Kautschuks si laureò dottore in chimica. Rimase fino al 1927 come assistente universitario (Hochschulassistent) a Lipsia. Successivamente entrò nell'industria petrolchimica.
Noto è lo sviluppo nel 1935 di un sistema di titolazione per la quantificazione del contenuto d'acqua in fluidi e materiali solidi (Karl-Fischer-Verfahren), ancora oggi impiegato nell'analisi chimica nei laboratori di tutto il mondo e divenuto standard per la farmacopea.
Il suo lascito è presso l'Institut für Geschichte der Pharmazie der Philipps-Universität Marburg.